# Sigurður Pétursson
Sigurður Pétursson, född 26 april 1759, död 6 april 1827, var en isländsk sysselman och författare. 
Sigurður dimitterades från Roskilde skola 1779 och tog juridisk examen 1788, varefter han (1789) blev sysselman i Gullbringu- og Kjósarsýsla på Island; sitt ämbete nedlade han 1803, varefter han levde som privatman till sin död.
Sigurður var som diktare närmast satiriker och något besläktad med Johan Herman Wessel, vars vän han var, och vars Stella han översatte till isländska, Stellurímur, i vilken diktaren parodierar isländska rimor. Hans dikter, Ljóðmæli, utgavs i Reykjavik 1844. Sigurður var en av de första isländska dramatikerna; hans pjäser Hrólfur och Narfi utgavs 1846.